# Hugo Rehbein
Karl Adalbert Hugo Rehbein (* 19. Dezember 1833 in Berlin; † 5. Oktober 1907) war ein deutscher Reichsgerichtsrat.

## Leben
1854 trat er in die juristische Praxis ein und wurde 1858 Assessor. 1863 wurde Rehbein Kreisrichter in Spremberg. Zum Staatsanwalt in Halberstadt wurde er 1871 befördert. Auf die Richterbank kehrte er 1878 als Apellationsgerichtsrat in Halberstadt zurück. Mit dem Inkrafttreten der Reichsjustizgesetze 1879 wurde er an das Kammergericht  und anschließend in die Justizprüfungskommission berufen. 1884 wurde er Reichsgerichtsrat. Obwohl Rehbein ein anerkannter Kenner des ALR war, wurde er zunächst im 4. Strafsenat eingesetzt. Über den 2. Strafsenat gelangte er 1889 in den I. Zivilsenat, in welchem er bis zu seiner Pensionierung 1907 verblieb. Im Sommer erkrankt, verstarb er fünf Tage nach seiner Pensionierung.
1895 wurde er Dr. iur. h. c. der juristischen Fakultät der Universität Leipzig.

## Werke
- Allgemeine Deutsche Wechselordnung mit Kommentar in Anmerkungen und einer Darstellung des Wechselprozesses;  7 Auflagen, Berlin 1879–1904; (8. Auflage 1908 von Richard Mansfeld)
- (zusammen mit Otto Reincke): Allgemeines Landrecht für die Preußischen Staaten : nebst den ergänzenden und abändernden Bestimmungen der Reichs- und Landesgesetzgebung; 5 Auflagen, Berlin 1881–1894
- Die Entscheidungen des vormaligen Preussischen Ober-Tribunals auf den Gebieten des Civilrechts, Berlin 1884–1895

- Das Bürgerliche Gesetzbuch mit Erläuterungen für das Studium und die Praxis

Band 1 : Allgemeiner Teil, Berlin 1899;  MPIER-Digitalisat
Band 2 : Recht der Schuldverhältnisse. Allg. Bestimmungen. §§ 241 – 432, Berlin 1903; MPIER-Digitalisat